# Benedict Glacier
Benedict Glacier är en glaciär i Kanada.   Den ligger i territoriet Nunavut, i den nordöstra delen av landet, 3 800 km norr om huvudstaden Ottawa. Benedict Glacier ligger 187 meter över havet.
Terrängen runt Benedict Glacier är kuperad söderut, men norrut är den bergig. En vik av havet är nära Benedict Glacier åt sydost. Trakten runt Benedict Glacier är nära nog obefolkad, med mindre än två invånare per kvadratkilometer.. Det finns inga samhällen i närheten.
Trakten runt Benedict Glacier är permanent täckt av is och snö.